# Anschlag von Oslo am 25. Juni 2022

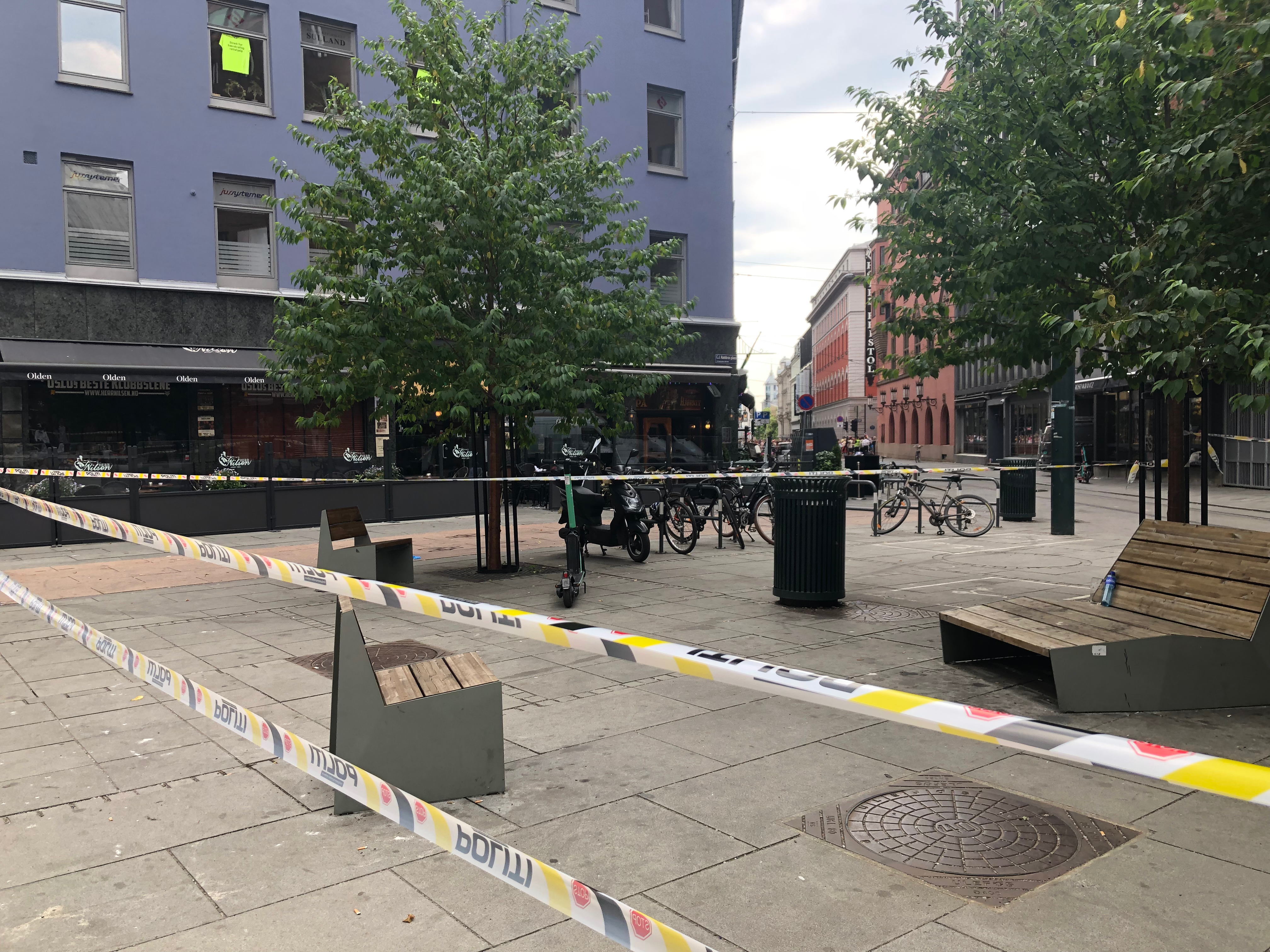
Polizeiabsperrungen am Tatort

Am 25. Juni 2022 wurde ein Anschlag in der norwegischen Hauptstadt Oslo verübt. Zwei Menschen starben, viele weitere wurden verletzt. Der Anschlag richtete sich primär gegen Besucher eines queeren Nachtclubs. Ermittler gehen von einem queerfeindlichen, islamistischen Motiv des Täters aus.

## Tathergang
Vor dem London Pub, „Norwegens größtem LGBTI-Club“ mit Bar samt Nachtclub für Schwule am C. J. Hambros plass, schoss der Täter am 25. Juni um kurz nach 1 Uhr morgens in die Menschenmenge. Danach begab er sich zu zwei weiteren Orten in der Nähe, dem Jazzclub Herr Nilsen sowie einem Imbiss. Zwei Menschen wurden getötet und 21 weitere verletzt, zehn davon schwer und elf leicht. Der Verdächtige wurde fünf Minuten nach dem Anschlag festgenommen.
Bei den beiden Todesopfern handelte es sich um einen 54-jährigen und einen 60-jährigen Mann. Beide hielten sich während des Angriffs beim Imbiss Per på Hjørnet auf.

## Täter
Der Täter Zaniar M., ein 42-jähriger norwegischer Staatsbürger iranischer Herkunft, der ab 2015 im Visier der Sicherheitsbehörden stand, wurde wegen Terrorismus angeklagt. Er war bereits zuvor durch Gewalttaten und Drogendelikte aufgefallen. Die Behörden gehen von einem islamistischen Hintergrund aus. Der Täter gehörte einem Islamisten-Netzwerk an. Am 4. Juli 2024 wurde er zu 30 Jahren Gefängnis verurteilt; bei fortbestehender Gefährlichkeit kann die Verwahrung um jeweils fünf Jahre verlängert werden.

## Folgen
Die alljährliche Pride-Parade in Oslo, die an diesem Tag zum 40. Mal stattfinden sollte, wurde wegen des Terroranschlags abgesagt. Am 27. Juni 2022 empfahl Polizeichefin Benedicte Bjørnland eine am Osloer Rathausplatz geplante Pride-Veranstaltung abzusagen. Als Grund für ihre Empfehlung gab sie an, dass die queere Community ein Feindbild für Islamisten darstelle und dem Inlandsgeheimdienst Politiets sikkerhetstjeneste (PST) zufolge eine unklare Bedrohungssituation vorliege. Auch für Pride-Veranstaltungen außerhalb von Oslo empfahl sie, diese eventuell abzusagen.

### Ermittlungen
In der Wohnung des mutmaßlichen Täters wurden mehrere Waffen gefunden. Darunter befand sich eine automatische Schusswaffe.
Im Juni 2023 wurde ein Bericht veröffentlicht, der das Vorgehen der Polizei im Vorfeld der Tat untersuchte. Der Inlandsgeheimdienst PST hatte bereits am 20. Juni 2022 eine Warnung erhalten, dass möglicherweise ein Terrorangriff in Norwegen aus der Gruppe um den Islamisten Arfan Bhatti bevorstehe. Das PST habe daraufhin aber nicht geprüft, wer als Täter infrage komme. Auch sei der spätere Täter dem PST bereits vor dem Angriff als Kontaktperson Bhattis bekannt gewesen. Der Bericht kam zu dem Schluss, dass die Tat hätte verhindert werden können, wenn der PST mehr Fokus auf Zaniar M. gehabt hätte.

### Demonstrationen
Tausende Menschen gingen nach der Tat auf die Straße, um gegen antiqueere Haltungen zu demonstrieren.

### Gedenken

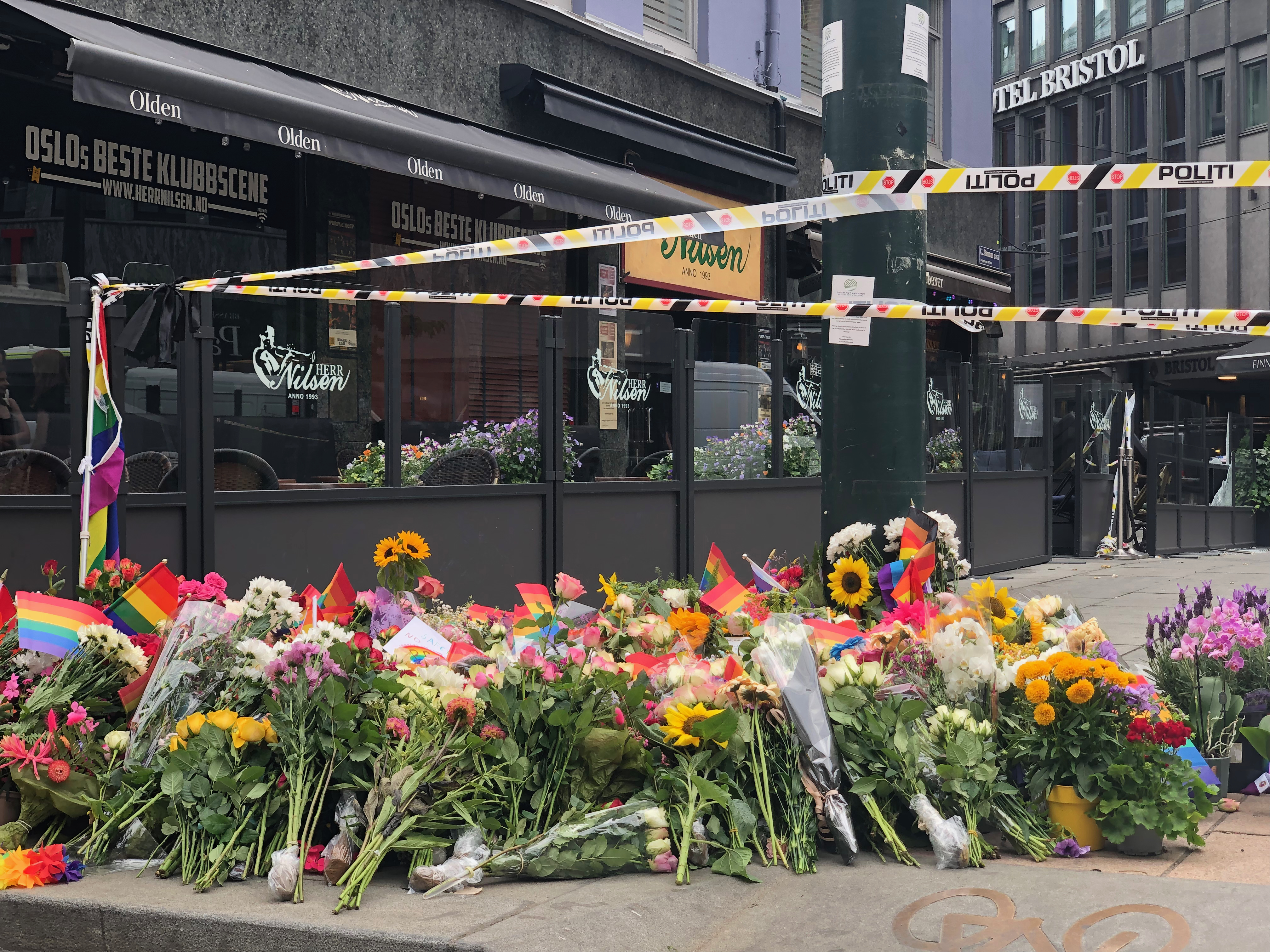
Trauernde legten am Morgen des 25. Juni 2022 am Club Herr Nilsen Blumen mit Regenbogenflaggen nieder.

Unter der Leitung von Olav Fykse Tveit wurde am 26. Juni ein Trauergottesdienst im Osloer Dom abgehalten. Statsminister Jonas Gahr Støre, Kronprinzessin Mette-Marit sowie Justizministerin Emilie Enger Mehl waren anwesend. Stortingspräsident Masud Gharahkhani hielt eine Rede und der offen queere Künstler Sondre Justad sang.